# Витязът в тигрова кожа
„Витязът в тигрова кожа“ (на грузински: ვეფხისტყაოსანი, „Вепхисткаосани“) е средновековна поема, смятана за национален епос на Грузия. Написана е през 12 век от грузинския поет Шота Руставели – „короната и славата на грузинската култура“. Смята се за „шедьовъра на грузинската литература“ и за векове се държи на видно място в сърцата на грузинци, голяма част от които могат да цитират цели строфи от поемата. Първите оцелели преписи датират от 16 век. Отпечатана е за първи път в Тбилиси през 1712. До началото на 20 век, копие от тази поема е било част от зестрата на всяка булка.
Руставели използва цялото богатство на старогрузинската писмена култура и, следвайки традициите на грузинския фолклор, създава и издига грузинската поезия до безпрецедентни висоти, поезия, която описва най-високите идеали и стремежи на грузинската нация.
Историята се развива в Индия и Арабия. Разказва историята на двамата герои Автандил и Тариел, както и за стремежа им да намерят обекта на любовта, Нестан-Дарежан. Посветена на царица Тамара, която е прототип на Нестан-Дарежан, творбата хвали размера и славата на Царство Грузия в златния си век. Тези идеализирани герои, верните приятели са обединени от куртоазия, щедрост, искреност, всеотдайност, които прогласяват равенство между мъжете и жените с голяма радост. Поемата се разглежда като „коронация на мисълта, поетическо и философско изкуство на средновековна Грузия“, сложна творба с богати и върховни жанрове.
Въпреки привидната си сложност, е „грузинската визия за света“.

## Композиция
За композицията на поемата е характерен динамическия драматизъм, често водещ до неочаквани ситуации. Поемата почти изцяло е лишена от приказни фантастични елементи, използват се елементи, които показват правотата на живота. Всеки герой в поемата, било то главен или второстепенен, се разкрива в най-типични черти. В това отношение всеки, даже и малък детайл, е закономерен. Имената Нестан-Дареджан, Тинатин, Асмат, Тариел, Автандил, Фридон, Шермадин стават нарицателни и са много популярни в Грузия.

## Места и герои

### Места
Поемата се развива на място далеч от Грузия, в страни, които авторът със сигурност никога не е посещавал: Арабия, Индия и Китай. Изглежда изборът на места се свързва предимно с националния характер на тези народи: арабите са изобразени като по-рационални. Обратно, индианците са изобразени като по-емоционални и импулсивни и причиняват непреднамерени бедствия (Тариел и Нестан).

### Герои
- Ростеван – цар на Авария
- Тинатин – дъщеря на Ростеван и възлюбената на Автандил
- Автандил – пълководец в Авария
- Сограт – един от везирите на Ростеван
- Тариел – витязът в тигрова кожа
- Шермадин – слуга на Автандил,
- Асмат – роб на Нестан-Дареджан
- Фарсадан – индийски цар
- Нестан-Дареджан – дъщеря на Фарсадан, възлюбената на Тариел
- Давар – сестра на Фарсадан, учител на Нестан-Дареджан